# Castell de Durham
El Castell de Durham és un castell normand a la ciutat de Durham, al nord d'Anglaterra, que des de 1840 ha estat ocupat per l'University College de la Universitat de Durham. El castell en si s'eleva sobre el Riu Wear a la península de Durham, just davant de la catedral de Durham. Està inscrit a la llista del Patrimoni de la Humanitat des del 1986.